# Sancus (geslacht)
Sancus is een geslacht van spinnen uit de familie van de strekspinnen (Tetragnathidae). De naam van het geslacht is een junior homoniem van Sancus De Nicéville, 1891, een geslacht van dikkopjes (Hesperiidae), en dus niet geldig. Leucognatha Wunderlich, 1992, met als typesoort Leucognatha acoreensis, wordt beschouwd als een synoniem voor Sancus en zou de eerste beschikbare geldige naam voor het geslacht zijn. In de World Spider Catalog (versie 18.0; 2017) wordt Sancus echter nog als een geldige naam opgenomen.

## Soorten
- Sancus acoreensis (Wunderlich, 1992)
  - Leucognatha acoreensis
- Sancus bilineatus Tullgren, 1910